# Фрідріх II (імператор Священної Римської імперії)
Фрі́дріх II Гогенштауфен (нім. Friedrich II von Staufen; (26 грудня 1194 — 13 грудня 1250) — король Німеччини (1212—1250), імператор Священної Римської імперії (1220—1250), король Сицилії (1198—1250). Завдяки мирним переговорам з єгипетським султаном, в результаті якого той передав християнам Єрусалим, отримав прізвисько «Чудо Світу» (лат. Stupor Mundi). Ще за життя свого батька Генріха VI, у дволітньому віці був обраний королем Німеччини. Мати його була принцесою Сицилійською, тому він був також коронований на короля у Палермо 1198 року. Після смерті матері Фрідріхом опікувався папа Інокентій III. За підтримки Французького королівства був коронований імператором у Римі 1220 року. Спочатку займався адміністративними реформами у Сицилійському королівстві, потім керував Шостим хрестовим походом. Єгипетський султан без боротьби передав йому Святі місця, після чого він коронував себе королем Єрусалиму. Решта його життя пройшла у боротьбі за владу із власним сином Генріхом та іншими суперниками в Німеччині. Напружені стосунки були в нього також з папською курією та ломбардськими містами. Однак, він залишив своє ім'я в легендах як видатний полководець, державний діяч і меценат.
Володів шістьма мовами, заснував Неапольський університет та медичну школу в Салерно. Дивував сучасників своїми здібностями, зокрема знанням багатьох мов, вправністю у поезії, математиці та філософії. Вважають, що завдяки йому арабські цифри проширились в Європі.

## Народження та імена

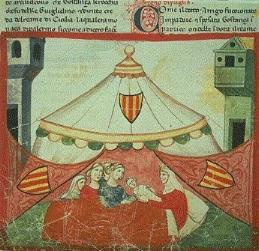
Народження Фрідріха на ринковій площі Єзі з Nuova Cronica, Апостольська бібліотека Ватикану, мс. Chigi L. VIII.296 (cat. XI.8)

Фрідріх народився 26 грудня 1194 року в Єзі, поблизу Анкони, Італія, і був сином Генріха VI, імператора Священної Римської імперії. Він був відомий як puer Apuliae (син Апулії). Його матір'ю була Констанція Сицилійська. Фрідріх був хрещений в Ассізі в церкві Сан-Руфіно.
При народженні мати назвала його Костянтином. Це ім'я, чоловіча форма імені його матері, служило для того, щоб ототожнювати його як з його норманською спадщиною через ім'я матері, так і з його імперською спадщиною (через Костянтина Великого, перший християнський імператор). Він все ще називався Костянтином на момент його обрання Римським королем. Він став Фрідріхом Рожером (або Рожером Фрідріхом), лише під час хрещення, коли йому було два роки. Це подвійне ім'я йому було надано на честь двох дідів-королів і підкреслювало його спадкоємство від них обох.
Народження Фрідріха супроводжувалося плітками та чутками через похилий вік його матері. Згідно з Альбертом Штаде і Салімбене, він не був сином Генріха і Констанції, але був виданий Генріху як його власний син після фальшивої вагітності. Його справжнього батька по-різному описували як м'ясника з Єзі, лікаря, мірошника чи сокольника. Народження Фрідріха також було пов'язане з пророцтвом Мерліна. За словами Андреа Дандоло, який писав через певний час, але, ймовірно, записував плітки того часу, Генріх сумнівався у повідомленнях про вагітність його дружини і був переконаний лише після консультації з Йоахимом Флорським, який підтвердив, що Фрідріх був його сином завдяки тлумаченню пророцтва Мерліна та еритрейської Сивіли. Пізніша легенда стверджує, що Констанція прилюдно народила дитину на площі Єзі, щоб змусити замовкнути тих, хто сумнівався в її вагітності. Жодна з цих історій не має жодної достовірності, хоча зрозуміло, що Констанс вжила незвичних заходів, щоб довести свою вагітність і її законність. Роджер Хауденський повідомляє, що вона присягнула на Євангелії перед папським легатом, що Фрідріх був її сином і сином Генріха. Цілком імовірно, що ці публічні акти ствердження через її вік породили якісь неправдиві чутки.
Після того, як навесні 1195 року, незабаром після народження сина, Генріх VI був коронований як король, імператриця Констанція відправилась до Палермо. Після несподіваної смерті Танкреда Лечче (позашлюбного сина Роджера, старшого сина Рожера II Сицилійського), Генріх на правах своєї дружини поспішив закріпити владу в Сицилійському королівстві за собою і коронуватися його королем. Фрідріх був доручений опіці герцогині Сполето, дружині швабського дворянина Конрада I Урслінгенського, якому Фрідріх Барбаросса надав титул герцога Сполетського. Маленький Фрідріх II залишався у Фоліньо, місці, розташованому на папській території і тому під папською юрисдикцією, до смерті свого батька, 28 вересня 1197 року.

## Юність

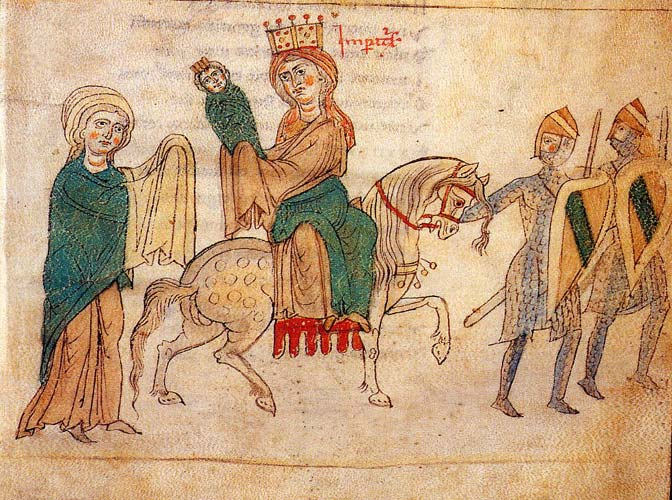
Констанція передає свого сина під опіку герцогині Сполетської, дружини Конрада Урслінгенського. Liber ad honorem Augusti Петра Еболійського

У 1196 році у Франкфурті-на-Майні однорічного Фрідріха було обрано королем римлян і, таким чином, спадкоємцем імператорської корони свого батька. Його права в Німеччині оспорювали брат його батька Філіпп Швабський і Отто Брауншвейгський. Під час смерті свого батька Генріха VI у 1197 році Фрідріх був в Італії, прибувши туди з Німеччини, коли погані новини дійшли до його опікуна, Конрада Сполетського. Фрідріха поспішно повернули до його матері Констанції в Палермо, Сицилія, де 17 травня 1198 року він був коронований королем Сицилії у віці лише трьохи років. Спочатку його титул був Romanorum et Sicilie rex (король римлян і Сицилії), але в 1198 році, після того як Констанція (яка продовжувала використовувати титул імператриці) дізналася, що Філіпп Швабський був визнаний своїми прихильниками у Німеччині, вона змусила свого сина відмовитися від титулу короля римлян. Ймовірно, вона погоджувалася з Філіпом, що перспектива Фрідріха в Німеччині була безнадійною. Це рішення зміцнило позиції Фрідріха на Сицилії, оскільки це задовольнило як Філіпа Швабського, так і Папу Римського, якому не подобалася ідея правителя, який мав би владу як у Південній (як король Сицилії), так і в Північній (як імператор Священної римської імперії) Італії.
Констанція Сицилійська сама була королевою Сицилії, і вона стала регентом при своєму синові. Констанція стала на бік Папи, який вважав за краще, щоб Сицилія та німці перебували під окремим урядом. Вона відмовилася від влади над сицилійською державною церквою на бік папи, але лише як сицилійська королева, а не як імператриця, мабуть, з наміром зберегти вибір для Фрідріха. Після смерті Констанції в 1198 році папа Інокентій III став опікуном Фрідріха. Вихователем Фрідріха в цей період був Ченціо, який став папою Гонорієм III. Марквард Анвейлерський за підтримки брата Генріха, Філіппа Швабського, повернув собі регентство і незабаром після цього вторгся в Королівство Сицилія. У 1200 році за допомогою генуезьких кораблів він висадився на Сицилії і через рік схопив молодого Фрідріха. Таким чином він правив Сицилією до 1202 року, коли його змінив інший німецький капітан, Вільгельм Каппаронський, який тримав Фрідріха під своїм контролем у королівському палаці Палермо до 1206 року. Згодом Фрідріх перебував під наставником Вальтера Палеарського, поки в 1208 році він був оголошений повнолітнім. У той час він говорив п'ятьма мовами: грецькою, арабською, латинською, провансальською та сицилійською. Його першим завданням було відновити свою владу над Сицилією та південною Італією, де місцеві барони та авантюристи узурпували більшу частину влади. Папа Інокентій шукав дипломатичного партнера для свого протеже Фрідріха, щоб забезпечити йому успішні майбутні союзи. Зрештою була знайдена Констанція Арагонська, вдова покійного короля Угорщини, вдвічі старша за Фрідріха.

## Правління до конфлікту з папою

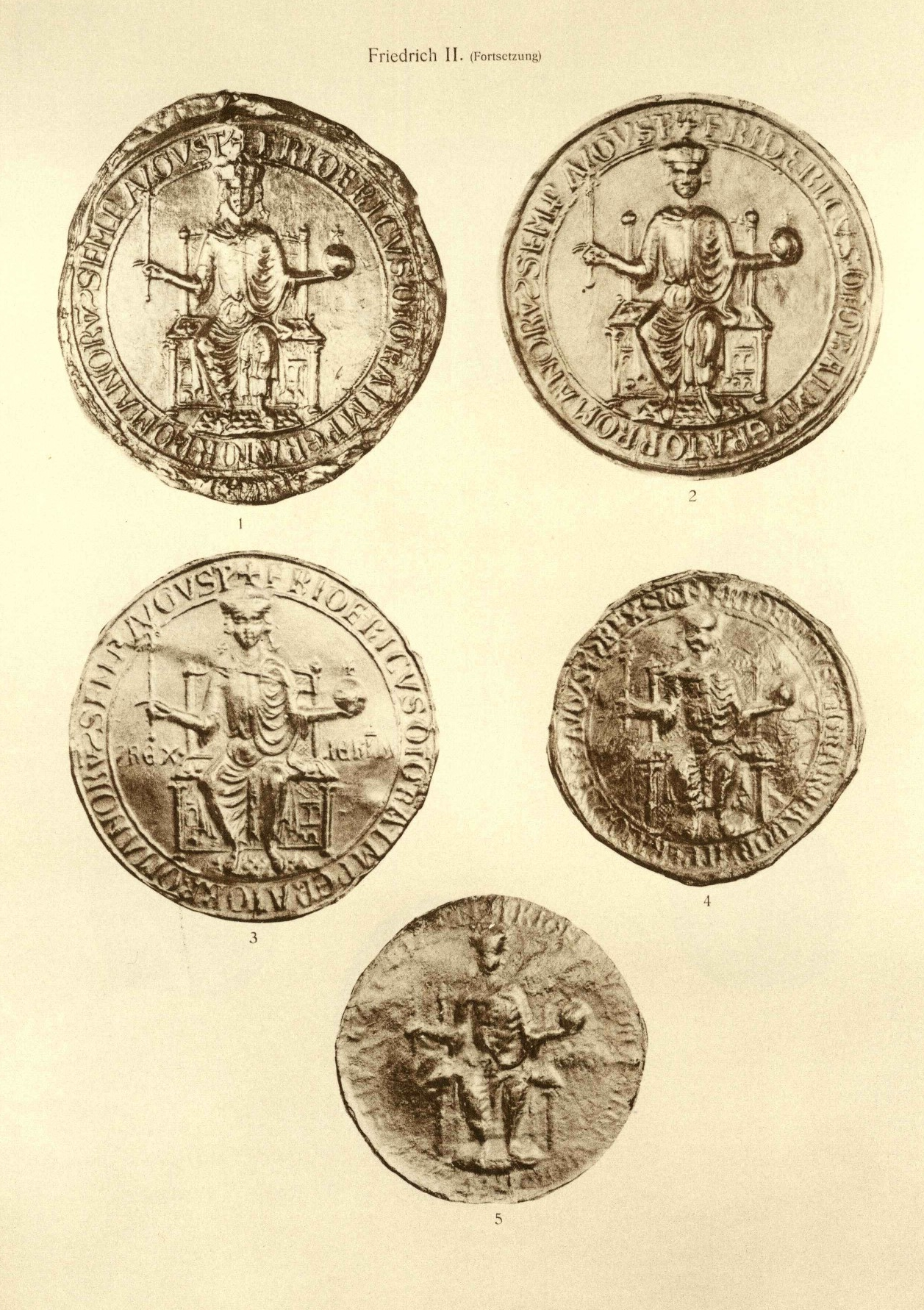
Печатки, які використовував Фрідріх як імператор (вид. Otto Posse 1909): 1: перша імператорська печатка (1221—1225), 2: друга імператорська печатка (1226), 3: третя імператорська печатка, додавання титулу короля Єрусалиму (1226). –1250) 4: печатка, використана в 1221 і 1225 роках, 5: перша печатка як короля Єрусалиму (1233).

### Боротьба за корону Священної Римської імперії
Фрідріх претендував на корону Німеччини та Священної Римської імперії. У 1196 році німецькі князі вже давали згоду на обрання Фрідріха королем, але тоді він так і не прибув для уявлення та коронації через смерть батька. прихильниками Гогенштауфенів було обрано королем Філіппа Швабського, проте одночасно з цим їх супротивники обрали Оттона Брауншвейгського. У Німеччині виявилося два королі: Оттон Вельф, син Генріха Лева і Матильди Плантагенет, якого підтримував брат Матильди, англійський король Річард I Левине Серце, і Філіп Швабський, якого підтримував король Франції Філіпп II Август. Зі змінним успіхом Філіп конкурував з Оттоном, а папа Інокентій у цій боротьбі по черзі переходив на бік кожного з них. Так, у 1201 році папа відлучив від церкви Філіппа, але у 1207 році зняв відлучення. Ватикан не хотів посилення будь-кого із суперників. У 1208 Філіп був убитий на весіллі своєї дочки, і німецьким королем став Оттон, що підкріпив своє становище заручинами з малолітньою молодшою дочкою Філіпа. Заради отримання підтримки Папи Римського, Оттон погодився задовольнити всі вимоги Ватикану. Він відмовився від прав Сполето, Анкони, Равенни та обіцяв захищати інтереси папи у Сицилійському королівстві. Крім того, Оттон відмовився від права імператора впливати на німецьку церкву. Після цього в жовтні 1209 року Оттон Брауншвейгський був коронований папою Інокентієм III як імператор Священної Римської імперії Оттон IV. Однак, отримавши підтримку папи, Оттон вирішив не виконувати своі обіцянки. Німецькі барони, що служили батькові Фрідріха і були призначені останнім управляти континентальними провінціями Сицилійського королівства, вмовили Оттона приєднати королівство до своїх володінь. Оттон виступив в Сицилійському королівстві захисником тих дворян і баронів, які боялися дедалі рішучіших заходів Фрідріха, спрямованих на обмеження їхньої влади. Папа зрозумів, що зробив помилку, і вирішив прийняти сторону Фрідріха. Він повідомив Вальтера фон Пальяра, канцлера Фрідріха, про зраду сановників на материку.
Восени 1211 року Оттон на чолі свого війська перейшов кордон Сицилійського королівства. Папа негайно відлучив його від церкви, але це не вплинуло на рішучість імператора і Оттон успішно дійшов до півдня Калабрії не зустрівши особливого опору. У вересні 1211 року на Нюрнберзькому сеймі німецькі князі, що підтримували папу, заочно проголосили імператором Фрідріха, проте звістка про це прийшла на південь Італії лише через місяць, Оттон і Фрідріх отримали її одночасно. Замість завершення захоплення Сицилійського королівства, Оттон розгорнув своє військо і поспішив до Німеччини. Фрідріх дочекався прибуття папського легата і в лютому 1211 року коронував свого сина Генріха, який не досяг і року, сицилійською короною, призначивши регентом Констанцію. Після цього, Фрідріх відплив з Сицилії до Гаети з невеликою кількістю послідовників. Перебуваючи в Римі під час Пасху 1212 року Фрідріх домовився з папою про майбутнє розділення сицилійського та імперського титулів і залишенням Сицилійського королівства під владою його сина Генріха у випадку обрання самого Фрідріха імператором. Пройшовши через Ломбардію та Енгадін, він перетнув Альпи і у вересні 1212 року досяг Констанца, який відкрив свої ворота Фрідріху, а не Оттону, який прибув до міста буквально через кілька годин.
26 вересня 1212 року Фрідріх підписав перші три документи на німецькій землі, винагородивши за відданість короля Богемії Пржемисла Оттокара та маркграфа Моравського Владислава. Документи відомі під назвою «Золота сицилійська булла», тому що були завірені золотою особистою печаткою сицилійського короля Фрідріха.
9 грудня 1212 року в Майнці Фрідріх був коронований королем Німеччини. Проте авторитет Фрідріха в Німеччині залишався слабким, і його визнавали лише в південній Німеччині. У регіоні північної Німеччини, центрі влади гвельфів, Оттон продовжував тримати кермо королівської та імперської влади, незважаючи на його відлучення. Вирішальна військова поразка Оттона та його англійських союзників в битві при Бувіні від французького короля Філіпа Августа змусила Оттона, що втратив більшість війська та ресурсів відійти на спадкові землі гвельфів, де він, практично без прихильників, помер у 1218 році. Загрози він більше не представляв, проте в Аахен Фрідріх вступив лише через рік, 24 липня 1215 року. Наступного дня Фрідріх був урочисто коронований як німецький король. Щоб отримати підтримку папи, перед коронацією Фрідріх взяв на себе зобов'язання вирушити до хрестового походу (вперше). Лише через п'ять років і лише після подальших переговорів між Фрідріхом, Інокентієм III і Гонорієм III, який успадкував папство після смерті Інокентія в 1216 році, 22 листопада 1220 року Фрідріх був коронований Гонорієм III як імператор Священної Римської імперії в Римі. У той же час старший син Фрідріха Генріх прийняв титул короля римлян.
На відміну від більшості імператорів Священної Римської імперії, Фрідріх провів кілька років у Німеччині. У 1218 році він допоміг королю Франції Філіпу II і герцогу Бургундії Еду III покласти край війні за спадщину в Шампані (Франція), вторгшись у Лотарингію, захопивши та спаливши Нансі, захопивши Теобальда I, герцога Лотарингії та змусивши щоб він відмовився від підтримки Ерарда Брієнн-Рамерупта.

### Реформи у Сицилійському королівстві
Після своєї коронації в 1220 році Фрідріх залишався або в Сицилійському королівстві або в хрестовому поході до 1236 року, коли він здійснив свою останню подорож до Німеччини. Він повернувся до Італії в 1237 році і залишився там протягом решти тринадцяти років свого життя, представлений у Німеччині своїм сином Конрадом.
У Сицилійському королівстві він ґрунтувався на реформі законів, розпочатій в Аріанських асизах в 1140 році його дідом королем Сицилії Рожером II. Його ініціатива в цьому напрямку була помітна ще в Капуанських ассизах (1220 р., виданих незабаром після його коронації в Римі), але втілилася в оприлюдненних ним в 1231 році Мельфійських конституціях (Liber Augustalis), збірки закони для свого королівства, що було видатним для свого часу і було джерелом натхнення протягом тривалого часу опісля. Це перетворило Сицилійське королівство в абсолютистську монархію; це також створило прецедент верховенства писаного права. З відносно невеликими змінами Liber Augustalis залишався основою сицилійського права до 1819 року.
У 1223—1224 роках Фрідріх судив єпископа Алдоіна з Чефалу за погане управління. Судовий процес був скасований папою з процедурних причин.

## Закордонна політика та війни

### П'ятий хрестовий похід, політика на півночі Італії. Другий шлюб

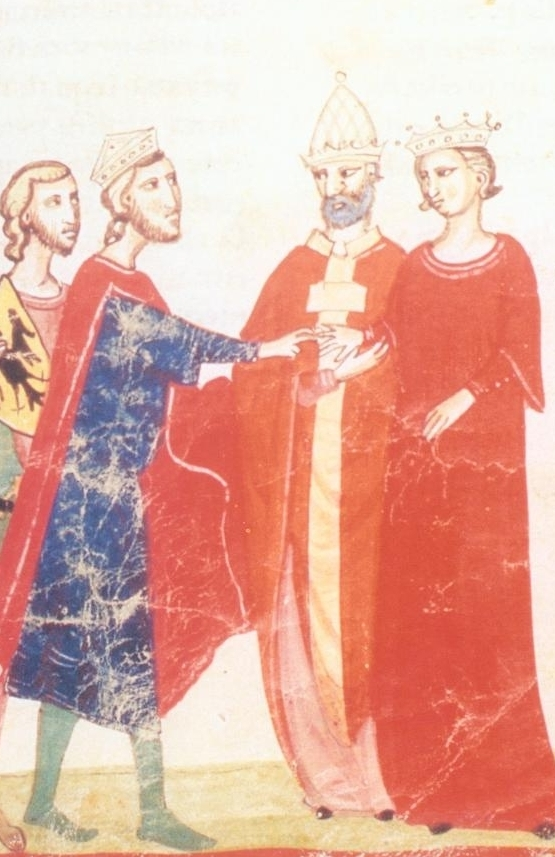
Весілля Фрідріха з Іолантою."Нова хроніка"
Biblioteca Vaticana, ms. Chigiano L VIII 296,
Джованні Віллані

Під час обрання королем римлян Фрідріх обіцяв вирушити у хрестовий похід. Він відтягував виступ і, хоч повторив обіцянку при коронації королем Німеччини, не вирушив до Єгипту з арміями П'ятого хрестового походу в 1215 році.. Між папою та імператором почалися серйозні розбіжності, оскільки папа, який розпочав підготовку П'ятого хрестового походу, проголосив королем Константинополя не Фрідріха, а П'єра де Куртене. Фрідріх відправив у Святу землю війська та флот під командуванням Людовіка I, герцога Баварського. Папський легат Пелагій (єпископ Албанський), не дочекавшись прибуття флоту та військ Фрідріха, самовпевнено відкинув пропозицію айюбідського султана аль-Каміля про відновлення Єрусалимського королівства для хрестоносців в обмін на повернення Дамієтти.
Хрестовий похід закінчився невдачею, в 1221 була втрачена Дамієтта. У поразці звинувачували легата Пелагія, але Гонорій III переклав вину на Фрідріха, який не приїхав у Святу землю. Ображений Фрідріх, який відправив у похід військо і регулярно постачав воїнів провізією, у відповідь звинуватив Гонорія та його попередника у брехні. Їхні позиції зблизило посередництво Германа фон Зальця, і в 1222 році папа, імператор і король Єрусалимський домовилися про початок підготовки нового хрестового походу. Дружина Фрідріха, Констанція, померла в Катанії 23 червня 1222 року. На зустрічі Гонорія та Фрідріха у 1223 році з ініціативи Германа фон Зальця Гонорій запропонував Фрідріху шлюб із 11-річною Ізабеллою, дочкою єрусалимського короля. Шлюб був схвалений магістрами орденів тамплієрів, госпітальєрів та тевтонців, патріархом та Єрусалимським королем, батьком нареченої. За задумом папи право на корону Єрусалима мало підштовхнути інтерес Фрідріха до звільнення земель королівства. Після вінчання в листопаді 1225 Фрідріх відразу ж оголосив себе королем Єрусалимським, а його новий тесть Іоанн Брієнський був позбавлений титулу.
У 1225 році, після згоди розпочати хрестовий похід, Фрідріх скликав імперський сейм у Кремоні, головному проімперському місті Ломбардії. Основними питаннями сейму були продовження боротьби проти єресі, організація хрестового походу та насамперед відновлення імперської влади у Північній Італії, яка давно була узурпірована численними місцевими комунами. 6 березня 1226 року в Мілані Болонья, Брешіа, Мантуя, Падуя, Віченца та Тревізо домовилися про відновлення Ломбардської ліги. П'яченца, Верона, Алессандрія та Фаенца приєдналися до Ліги трохи пізніше. Веронці блокували альпійські перевали і перекрили дорогу синові Фрідріха Генріху та князям із північної частини імперії до Кремона. Ці події стали відправною точкою для десятиліть конфлікту. Фрідріх заявив, що скасовує Констанцький мир 1183.
З 1226 року папа Григорій брав участь у врегулюванні цього конфлікту. Перше рішення папи від 5 січня 1227 року передбачало, що міста ліги повинні спорядити 400 лицарів у майбутній хрестовий похід як компенсацію за образу імператора. Ломбардія мала повернутися до керування імператора, Фрідріху ж наказувалося продемонструвати символічне підпорядкування папі.

### 1225—1230. Шостий хрестовий похід. Перше відлучення

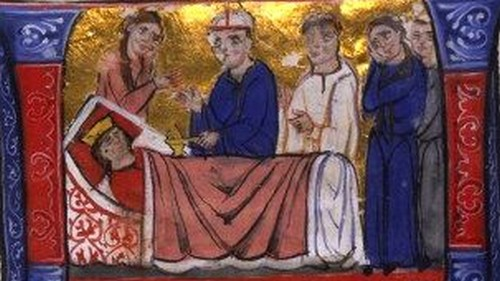
Смерть Ізабелли «Історія», BNF, Français 2628, fol. 313Вільгельм Тирський[68

Проблеми в імперії затримували від'їзд Фрідріха до хрестового походу. Гонорій ІІІ помер 18 березня 1227 року. Його наступник, Григорій IX (1227—1241), теж прагнув побачити, як Фрідріх виконає свою обітницю. У листі з оголошенням про обрання його папою Григорій закликав Європу приєднатися до походу і попередив Фрідріха про відлучення у разі невиконання обітниці. В серпні 1227 року Фрідріх вирушив у Святу землю з Бріндізі, але невдовзі повернув назад і через три дні висадився в Отранто. Він пояснював це тим, що був змушений повернутися через епідемію (можливо, чуми). Папа Григорій IX лютував і 29 вересня 1227 року відлучив Фрідріха від церкви, звинувативши в невиконанні обітниці. Фрідріх у відповідь у листах європейським монархам звинувачував папу в користолюбстві.
Протистояння папи та імператора розгорялося. На бік Фрідріха перейшли римські аристократи, вигнавши папу. У відповідь Григорій проголосив, що звільняє всіх підданих Фрідріха від присяги. Останній вигнав з Неаполітанського королівства ордени тамплієрів і госпітальєрів, розграбував храми і закликав сарацин у своє військо, щоб розорити папську область. 25 квітня 1228 року дружина Фрідріха Ізабелла померла під час пологів, залишивши свого сина Конрада законним спадкоємцем Єрусалимського королівства.
Каїрський султан аль-Каміль закликав Фрідріха допомогти йому у боротьбі проти султана з Дамаску, пообіцявши віддати християнам Єрусалим. У відповідь Фрідріх оголосив, що поновлює хрестовий похід. Про переговори імператора та султана європейські монархи не знали. Папа намагався завадити Фрідріху та відправив до нього легатів, яких Фрідріх проігнорував. Він знову відплив із Бріндізі 28 червня 1228 року з невеликим флотом із сорока кораблів та кількома сотнями солдатів. Григорій IX, розглядав цю дію як провокацію, оскільки Фрідріх, будучи відлученим від церкви, не мав права проводити хрестовий похід. Папа вдруге відлучив імператора, називаючи його «нечестивим монархом».

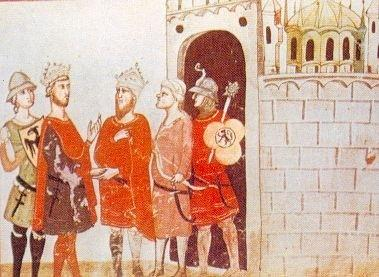
Зустріч Фрідріха із аль-Камілем."Нова хроніка", Biblioteca Vaticana, ms. Chigiano L VIII 296, f. 75r
Джованні Віллані

7 вересня імператор прибув до Акри. Дорогою до Палестини, Фрідріх зупинився на Кіпрі, де у нього виник конфлікт із родиною Ібелінів, яка мала значний авторитет у Єрусалимському королівстві. Імператора та його супутників радісно вітали на Святій землі. Однак незабаром прибули папські посланці, які сповістили жителів про відлучення імператора і про папську заборону мати справи з Фрідріхом. З того часу Фрідріх не отримував від місцевої влади жодної допомоги. Більше того, бажання позбутися Фрідріха було таке сильне, що тамплієри, дізнавшись, що Фрідріх поїхав купатися в Йордані, повідомили про це аль-Камілю. Їм не було відомо про таємні переговори Фрідріха та аль-Каміля, тому вони, сприймаючи каїрського султана як ворога Фрідріха, порадили йому, як краще схопити імператора. Проте аль-Каміль переслав послання зрадників Фрідріху. Аль-Каміль, який турбувався через можливу війну зі своїми родичами, які правили Сирією та Месопотамією, хотів уникнути подальших конфліктів із християнами, принаймні доти, доки його внутрішні суперники не будуть розбиті. У січні 1229 переговори між імператором і єгипетським султаном завершилися укладанням Яффської угоди. 11 лютого імператор скликав раду лицарів королівства та повідомив про деталі договору. Було досягнуто згоди про перемир'я на десять років. Також зазначалося, що Купол Скелі та мечеть аль-Акса мають залишатися під контролем мусульман і місто Єрусалим залишиться без укріплень. Практично всі інші хрестоносці, у тому числі тамплієри та госпітальєри, засудили цю угоду як політичний виверт з боку Фрідріха. Вони звинуватили його в тому, що він хоче повернути собі королівство, зрадивши справу хрестоносців. Незабаром після підписання угоди імператор вирушив до Єрусалиму, біля воріт якого каді Наблуса передав йому ключі від міста.
Наступного дня, в неділю, 18 березня 1229 року, імператор Фрідріх II особисто коронував себе у Храмі Гробу Господнього. Латинський патріарх Єрусалима не був присутній на церемонії, а єпископ Кесарійський прибув наступного дня, щоб накласти на місто інтердикт за наказом патріарха.
25 березня імператор Фрідріх II прибув Акру. Конфлікт між імператором та місцевою знатю переріс у громадянську війну, відому як Війна лангобардів; у місті Акко і Кіпрі відбулися справжні бої. Після підписання низки адміністративних указів та відмови від дискусії щодо Кіпру та Бейруту, імператор був готовий покинути Єрусалимське королівство. 1 травня він таємно сів на свій корабель і залишив береги Леванта. Фрідріх та його син Конрад, незважаючи на їхнє право на корону, більше ніколи не повертались на Святу землю.

### Війна ключів. Скасування першого відлучення
Під час перебування Фрідріха у Святій Землі його регент Райнальд Сполетський напав на Анконську республіку та Сполетське герцогство. Папа Григорій IX набрав армію під керівництвом Іоанна Брієннського і в 1229 році вторгся в Південну Італію. Його війська подолали початковий опір у Монтекассіно і досягли Апулії. Фрідріх прибув до Бриндізі в червні 1229 року. Він швидко повернув втрачені території, звинуватив таі засудив бунтівних баронів, але уникав перетину кордонів Папської області.
Війна завершилася мирним договором у Сан-Джермано в липні 1230 року. 28 серпня на публічній церемонії в Чепрано папські легати Томас Капуанський і Джованні Колонна повідомили про пробачення Фрідріха та скасування його відлучення. Імператор особисто зустрівся з Григорієм IX в Ананьї, зробивши деякі поступки церкві на Сицилії. Він також видав Мельфійські конституції (серпень 1231 р.), як спробу вирішити політичні та адміністративні проблеми країни, які драматично показали нещодавні війни.

### Повстання сина Генріха
Після укладання тимчасового миру з папою, увага Фрідріха була прикута до Німеччини. Син Фрідріха і король Німеччини Генріх VII (народився 1211 р. на Сицилії, син першої дружини Фрідріха Констанції Арагонської) викликав невдоволення німецьких князів агресивною політикою проти їхніх привілеїв. Генріх програв боротьбу і в 1231 року під тиском німецької знаті та власних радників Генріх VII видав у Вормсі «Статут на користь князів» (лат. Statutum in favorem principum), що позбавив імператора значної частини його суверенітету в Німеччині. Це призвело до сварки з розгніваним батьком. У 1232 році імператор Фрідріх II викликав сина до Чивідале в Фріульському маркграфстві, де різко докоряв йому за самовілля. Хоча Генріх підтвердив свою підпорядкованість батькові, Фрідріх був змушений у 1232 році підтвердити Статут у Чивідале. Генріх повернувся до Німеччини надзвичайно роздратований отриманою від батька доганою і з цього часу став думати про війну з Фрідріхом. Генріх зробив радником Егенона V, графа Ураха, ворога імператора. Ситуація для Фрідріха була також проблематичною в Ломбардії, після того, як усі спроби імператора відновити імперську владу в Ломбардії за допомогою Григорія IX (на той час, вигнаного з Риму через повстання) закінчилися нічим у 1233 році. Тим часом Генріх в Німеччині проти волі свого батька повернувся до політики проти князів і Фрідріх домігся від Григорія IX оголошення відлучення сина (липень 1234 р.). Генріх спробував зібрати опозицію в Німеччині і закликав лангобардські міста перекрити альпійські проходи. У травні 1235 року Фрідріх відправився до Німеччини, не взявши з собою армії, однак вже в липні він зміг у Вормсі змусити свого сина відмовитися від усіх своїх земель, а потім ув'язнив його.
У Німеччині Гогенштауфени та гвельфи примирилися в 1235 році. Отто Дитина, онук Генріха Лева, був скинутий з посади герцога Баварії та Саксонії в 1180 році, передавши аллодіальні гвельфські володіння Фрідріху, який натомість нагородив Отто тими ж землями та додатковими колишні імперські володіння як новостворене Брауншвейг-Люнебурзьке герцогство, поклавши край неясному статусу німецьких гвельфів, які залишилися без титулу та рангу після 1180 року.

### Війна з другою Ломбардською лігою
Завдяки встіновленню миру на північ від Альп, Фрідріх зміг переключити увагу на справи в Італії. В північній Італії Ломбардська ліга, що вперше була утворена для боротьби з дідом Фрідріха, імператором Фрідріхом Барбароссою, повернула свій давній авторитет і протистояла політиці імператора щодо збільшення його влади в Ломбардії. Щоб підпорядкувати собі незалежні міста в Ломбардії, Фрідріх зібрав армію з німецьких князів. Папа Григорій намагався зупинити вторгнення імперської армії в Італію дипломатичними ходами, але марно. Під час свого походу до Італії, Фрідріху довелося відволікти свої війська, щоб придушити непокору герцога Австрії Фрідріха II. У Відні в лютому 1237 року він отримав титул короля римлян для свого 9-річного сина Конрада.
Після провалу переговорів між лангобардськими містами, папою та імперськими дипломатами, Фрідріх з Верони вторгся в Ломбардію. 27-28 листопада 1237 року він переміг армію Ломбардської ліги у вирішальній битві біля Кортенуово. Фрідріх відсвяткував перемогу у Кремоні триумфом у давньоримському стилі, провівши вулицями місто захоплене в бою карроччо Ломбардської ліги (пізніше відправленим з натяком до папи в Рим) і слона. Пізніше імператорські сили захопили Віченцу. Фрідріх відкинув будь-які пропозції про укладення миру, навіть від Мілану, який надіслав імператору велику суму грошей. Ця вимога повної капітуляції викликала подальший опір з боку Мілана, Брешії, Болоньї та П'яченци, і в жовтні 1238 року Фрідріх був змушений зняти облогу Брешії, під час якої його вороги безуспішно намагалися захопити його в полон.
Обурений вторгненням військ імператора в Італію і захоплення територій, номінально підвладних папі, Григорій IX знову відлучив Фрідріха від Церкви. Фрідріх отримав звістку про своє відлучення у перші місяці 1239 року, коли його двір був у Падуї Імператор відповів вигнанням францисканців і домініканців з Ломбардії та обранням свого сина Енцо імператорським вікарієм Північної Італії. Невдовзі Енцо захопив Романью, Марку та Сполетське герцогство, номінально частину Папської області і оголосив, що планує знищити Венеційську республіку, яка послала кілька кораблів проти Сицилії. У грудні того ж року Фрідріх прибув до Тоскани і провів Різдво в Пізі. У січні 1240 року Фрідріх тріумфально увійшов у Фоліньо, а потім у Вітербо, звідки він мав на меті остаточно завоювати Рим, щоб відновити давню пишність Імперії. Однак тодішній план Фрідріха напасти на Рим не здійснився, оскільки він вирішив терміново вирушити до південної Італії, де в Апулії спалахнуло повстання, підбурюване папою. У південній Італії Фрідріх напав і зруйнував Монте-Сант-Анджело і Беневенто.
Тим часом впала гібеллінська Феррара, і Фрідріх просувався на північ, захопивши Равенну та, після ще однієї тривалої облоги, Фаенцу. Жителі Форлі, які зберігали свою гібелінську позицію навіть після падіння влади Гогенштауфенів, запропонували вірну підтримку під час захоплення міста-суперника: на знак подяки їм було надано збільшення общинного герба з орлом Гогенштауфенів разом з іншими привілеями. Цей епізод показує, як незалежні міста використовували суперництво між імперією та папою як засіб для отримання максимальної вигоди.
У цей час Григорій вирішив поступитися. Відбулося перемир'я і почалися мирні переговори. Прямі мирні переговори зрештою провалилися, і Григорій скликав Генеральну раду. Фрідріх і його союзники, однак, зірвали план Григорія щодо генеральної ради, коли вони перехопили делегацію прелатів, які прямували до Риму на генуезькому флоті. В травні 1241 року в союзі з флотом Пізанської республіки, сицилійський флот Енцо вщент розгромив папсько-генуезький флот у битві біля Джильйо, полонивши при цьому понад тисячу осіб, що прямували на зустріч з Папою, включаючи двох кардиналів і єпископа.
Потім Фрідріх спрямував свою армію на Рим і Папу, спаливши та знищивши Умбрію під час свого просування. У той момент, коли війська імператора були готові атакувати Рим, Григорій помер 22 серпня 1241 року. Потім Фрідріх спробував показати, що війна була спрямована не проти Римської Церкви, а проти Папи, відкликавши свої війська та звільнивши з в'язниці в Капуї двох кардиналів, яких він захопив у Джильо, Отто де Тоненго та Джакомо де Пекорара. Потім Фрідріх відправився на Сицилію, щоб дочекатися обрання нового папи.

### Монгольські набіги

Священна Римська імперія в період монгольських набігів

У 1241—1242 роках війська Монгольської імперії завдали рішучої поразки військам Угорщини та Польщі, спустошили їхню місцевість і всі їхні неукріплені поселення. Угорський король Бела IV звернувся до Фрідріха з проханням про допомогу, але Фрідріх, який протягом деякого часу перебував у напружених відносинах з угорським королем (оскільки Бела виступив проти нього на боці папства) і не мав великого бажання йти на велику військову експедицію, відмовився. Він не хотів відправляти військо в Угорщину, і хоча він збирався об'єднати своїх магнатів та інших монархів, щоб потенційно зіткнутися з монгольським вторгненням, він спеціально присягнув на захист імперії по цей бік Альп.
Фрідріх усвідомлював небезпеку, яку представляють монголи, і похмуро оцінював ситуацію, але також намагався використати її як важіль впливу на папство, щоб представити себе захисником християнського світу. У той час як Фрідріх називав їх зрадниками-язичниками, він одночасно висловлював захоплення монгольською військовою доблестю, почувши про їхні вчинки, зокрема їхніх здібних полководців та жорстоку дисципліну та слухняність, вважаючи останню найбільшим джерелом їхнього успіху. Він призначив податки по всій Німеччині, поки монголи були зайняті набігами на Угорщину. У середині 1241 року Фрідріх розпустив свою армію назад до своїх укріплень, оскільки монголи зайнялися землями на схід від Дунаю, намагаючись розбити весь опір угорців. Згодом він наказав своїм васалам зміцнити свою оборону, прийняти оборонну позицію та зібрати велику кількість арбалетників.
Літописець повідомляє, що в якийсь час Фрідріх отримав від хана Батия вимогу підкоритися, яку той проігнорував. Фрідріх II, очевидно, був у курсі дій монголів, оскільки лист імператора від червня 1241 року коментує, що монголи тепер використовують награбовані угорські обладунки. 20 червня у Фаенці імператор видав "Encyclica contra Tartaros", енцикліку, яка оголосила про падіння Києва, вторгнення в Угорщину та загрозу для Німеччини, а також вимагала від кожної християнської нації виділити належну кількість людей і зброї для захисту християнського світу. Згідно з примірником енцикліки Матвія Паризького, вона була адресована католицьким націям — Франції, Іспанії, Уельсу, Ірландії, Англії, Швабії, Данії, Італії, Бургундії, Апулії, Криту, Кіпру, Сицилії, Шотландії та Норвегії — кожна з яких зверталася відповідно до свого національного стереотипу. Річард Сан-Джерманський стверджує, що копії були надіслані всім принцам Заходу, і цитує початок листа до французького короля. В енцикліці Фрідріх вказав, що він прийняв угорське підпорядкування як імператор. Інший лист, написаний Фрідріхом, знайдений у Regesta Imperii, датований 20 червня 1241 р. і призначений для всіх його васалів у Швабії, Австрії та Богемії, містив низку конкретних військових інструкцій. Його сили повинні були уникати участі монголів у польових битвах, накопичувати всі запаси їжі в кожній фортеці та твердині та озброювати всі можливі збори, а також широке населення. Фома зі Спліта коментує, що по всій Священній Римській імперії, включаючи Італію, здійснювалось активне укріплення замків і міст. На вимогу імператора або з власної ініціативи, герцог Австрії Фрідріх II оплатив укріплення своїх прикордонних замків за власний кошт. Богемський король Вацлав I зміцнив і забезпечив кожен замок, а також надав солдатів і озброєння монастирям, щоб перетворити їх на притулки для цивільного населення.
Монгольські розвідувальні атаки матеріалізувалися на прикордонні Священної Римської імперії: монгольське військо було відбито в сутичці біля Клодзко, 300—700 монгольських воїнів було вбито в битві біля Відня (при втратах австрійців в 100 осіб - за словами герцога Австрійського), а окремий монгольський загін був знищений австрійськими лицарями в окрузі Тебен після того, як його відтіснили до кордону по річці Морава. Оскільки Священна Римська імперія тепер здавалася наступною ціллю монголів, Фрідріх II надіслав листи Генріху III королю Англії та Людовіку IX королю Франції, щоб організувати хрестовий похід проти Монгольської імперії. Повномасштабного вторгнення так і не відбулося, оскільки наступний рік монголи грабували Угорщину, а після того покинули Європу. Після того, як монголи відступили з Угорщини і повернулись в Азію, Фрідріх знову звернув увагу на італійські справи. Небезпека монгольського вторгнення у Європу знову обговорювалася на Першому Ліонському соборі в 1245 році, але цей же собор відлучив Фрідріха II від церкви у контексті його боротьби з папством і Фрідріх остаточно відмовився від можливості хрестового походу проти Монгольської імперії.

### Інокентій IV
Новий папа, Інокентій IV, був обраний 25 червня 1243 року. Він був членом знатної імператорської родини та мав кількох родичів у таборі Фрідріха, тому імператор спочатку був задоволений його обранням. Інокентій, однак, мав стати його найзапеклішим ворогом. Переговори почалися влітку 1243 року, але ситуація змінилася, коли Вітербо підняло повстання, підбурюване інтригами місцевим кардинала Раньєрі Капоччі. Фрідріх не міг дозволити собі втратити свою головну фортецю поблизу Риму, тому він обложив Вітербо.

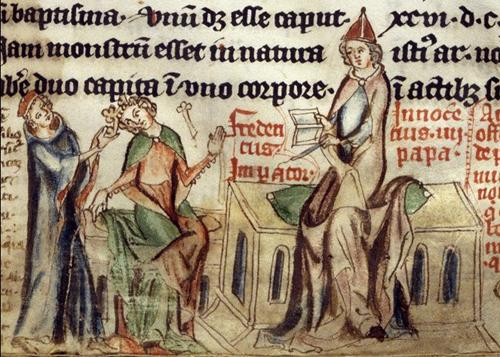
Папа Інокентій IV відлучає від церкви імператора Фрідріха II

Інокентій переконав повстанців підписати мир, але після того, як Фрідріх відкликав свої війська, Раньєрі перебив імперський гарнізон 13 листопада. Фрідріх був розлючений. Новий папа був майстерним дипломатом, і Фрідріх підписав мирний договір, який незабаром було розірвано. Інокентій разом з більшістю кардиналів втік на генуезьких галерах до Лігурії, прибувши 7 липня. Його метою було дістатися до Ліона, де з 24 червня 1245 року відбувався Перший Ліонський собор, скликаний папою.
Незважаючи на те, що спочатку здавалося, що Собор може завершитися компромісом між папою та імператором, втручання Раньєрі, який опублікував серію образливих памфлетів проти Фрідріха (в яких, серед іншого, він визначив імператора як єретика та антихриста), призвело до того, що прелати ухвалили більш жорстке рішення. Через місяць Інокентій IV оголосив про скинення Фрідріха як імператора, характеризуючи його як «друга вавилонського султана», «за сарацинськими звичаями», «забезпеченого гаремом, який охороняють євнухи», як і імператор-розкольник Візантії, і в називають «єретиком».
Папа підтримав Генріха Распе, ландграфа Тюрінгії, як суперника за імператорську корону та ініціював змову вбити Фрідріха та Енцо за підтримки шурина папи Орландо де Россі, іншого друга Фрідріха. Проте змовників викрив граф Казерти, а місто Альтавілла, де вони знайшли притулок, було зруйновано. Винних осліплювали, калічили, спалювали живцем або вішали. Спроба вторгнення в Сицилійське королівство папських військ під командуванням Раньєрі була зупинена в Спелло Марино з Еболі, імператорським вікарієм Сполето.
Інокентій також відправив значні суми коштів до Німеччини, щоб підірвати владу Фрідріха в імперії. Архієпископи Кельна і Майнца також оголосили про усунення Фрідріха, і в травні 1246 року Генріх Распе був обраний новим королем. 5 серпня 1246 року Генріху завдяки грошам папи вдалося розбити під Франкфуртом армію Конрада, сина Фрідріха. Однак Фрідріх зміцнив свої позиції в Південній Німеччині, придбавши Австрійське герцогство, герцог якого помер, не залишивши спадкоємців. Через рік Генріх помер, і новим антикоролем став граф Голландії Вільгельм II.
Між лютим і березнем 1247 року Фрідріх врегулював ситуацію в Італії за допомогою сейму в Терні, призначивши своїх родичів або друзів вікаріями різних земель. Він одружив свого сина Манфреда з донькою Амедея Савойського і домігся підпорядкування маркіза Монферратського. Зі свого боку Інокентій просив підтримки у короля Франції Людовика IX, але король був другом імператора і вірив у його прагнення до миру. Папська армія під командуванням Оттавіано дельї Убальдіні так і не досягла Ломбардії, і імператор у супроводі великої армії провів наступний сейм у Турині.

### Останні роки та смерть

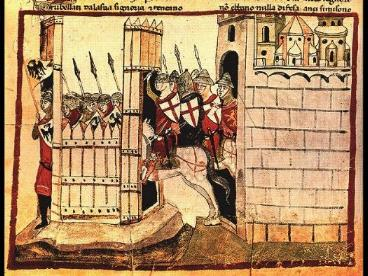
Напад на дерев'яне місто Вітторія під час облоги Парми 1248 року

Несподівана подія кардинально змінила ситуацію. У червні 1247 року важливе ломбардське місто Парма вигнало імперських чиновників і стало на бік гвельфів. Енцо не було в місті, і він не міг нічого зробити, крім як просити допомоги у свого батька, який повернувся, щоб обложити повстанців разом зі своїм другом Еццеліно III да Романо, тираном Верони. Обложені знемагали, поки імператор чекав, поки вони здадуться від голоду. Він мав дерев’яне місто, яке він назвав «Вітторія», побудоване навколо стін.
18 лютого 1248 року, коли Фрідріх був на полюванні, табір був раптово атакуваний і захоплений, а в наступній битві при Пармі імперська сторона була розгромлена. Фрідріх втратив імперський скарб, а разом з ним і свій імпульс проти непокірних комун у найближчому майбутньому. Відчувши це, Інокентій почав плани хрестового походу проти Сицилії. Фрідріх незабаром одужав і відновив свою армію, але ця поразка сприяла опору в багатьох містах, які більше не могли нести фінансовий тягар його режиму: частини Романьї, Марке та Сполето були втрачені. У травні 1248 р. позашлюбний син Фрідріха Річард К'єті розгромив папську армію на чолі з Гуго Новеллом біля Чивітанова Марке та відвоюв деякі райони Марке та Сполето. Базуючись у П’ємонті в червні, Фрідріх приймав багатьох дворян Північної Італії та послів іноземних королів при своєму дворі, і ні його скинення, ні його поразка під Пармою, здається, не зменшили його слави чи переваги. Тим не менш, лише наполегливими, навіть невпинними зусиллями Фрідріх зміг стабілізувати ситуацію до кінця 1248 року та поповнити свою скарбницю, зібравши приблизно 130 000 унцій золота. Фредерік залишався впевненим, але після кількох років війни та змови він ставав дедалі підозрілішим і втомленим. Б’янка Ланча, коханка Фрідріха, здається, померла в якийсь момент протягом 1248 року. Фредерік, як повідомляється, одружився з нею, коли вона помирала, як на її прохання, так і, ймовірно, щоб узаконити своїх дітей від неї, щоб збільшити кількість своїх законних нащадків і можливих наступників.

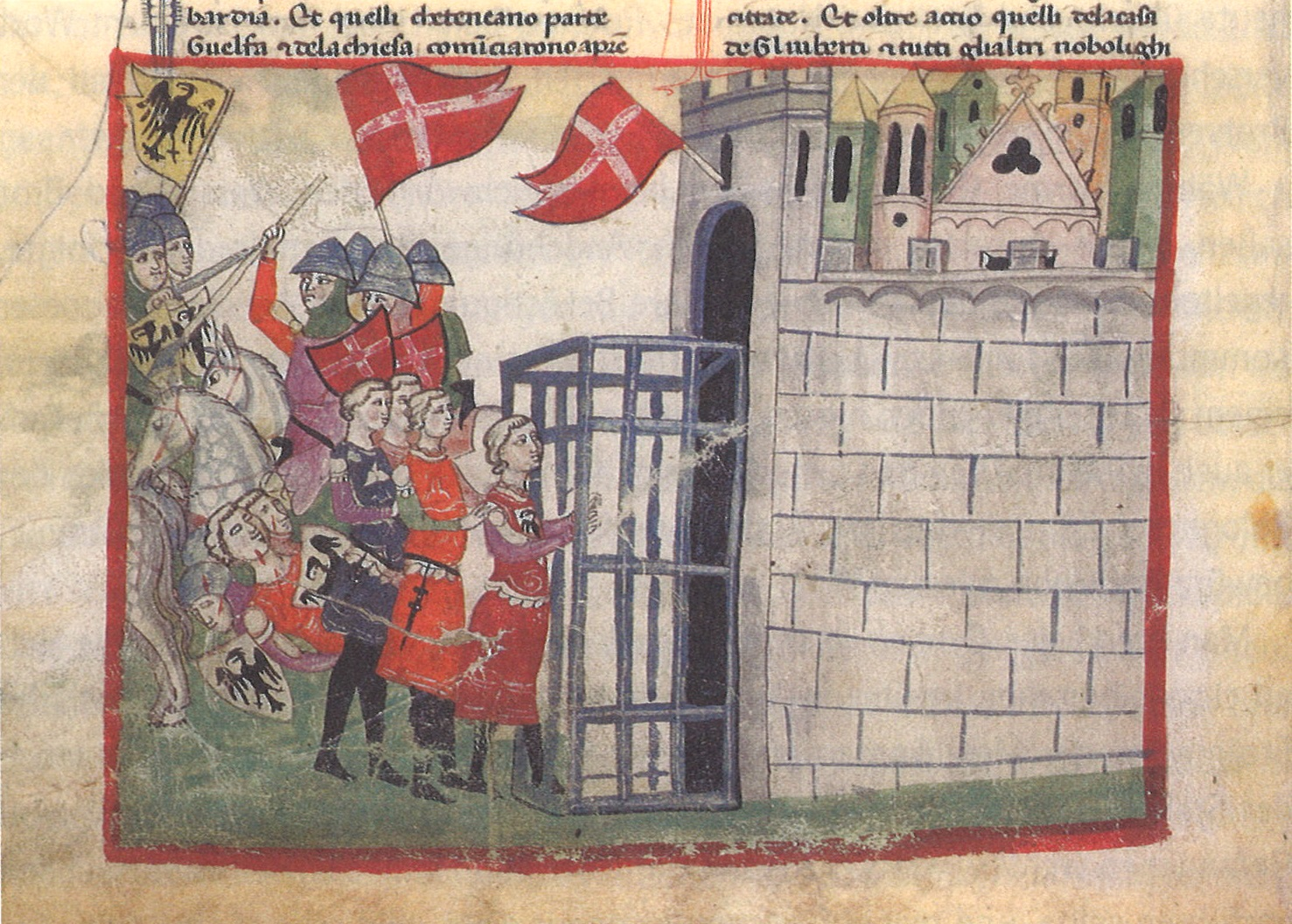
Полон короля Енціо, сина Фрідріха, у битві при Фоссальті 1249 р.

У лютому 1249 року Фрідріх звільнив свого радника і головного міністра, відомого юриста і поета П'єра делле Віньє, за звинуваченнями в розтраті та розтраті. Деякі історики припускають, що Пір планував зраду імператора, який, за словами Матвія Паризького, плакав, коли виявив змову. Пір, осліплений і закутий у ланцюги, помер у Пізі, ймовірно, від власної руки. Ще більш шокуючим для Фрідріха був полон його рідного сина Енцо Сардинського болоньцями в битві при Фоссальті в травні 1249 року. Енцо утримували в палаці в Болоньї, де він залишався в полоні до своєї смерті в 1272 році. Річард К'єті також був убитий у 1249 році, можливо, в тій же битві. Фредерік призначив Манфреда генеральним легатом Італії замість тепер полоненого Енцо.
Боротьба тривала: імперія втратила Комо і Модену, але повернула Равенну. З початку 1250 року ситуація дедалі сприятливіша для Фрідріха II. У перший місяць року помер незламний Раньєрі з Вітербо, позбавивши пропапське керівництво в Італії непримиренного ворога Фрідріха. Армія, спрямована для вторгнення в Сицилійське королівство під командуванням кардинала П'єтро Капоччі, була розбита в Марке в битві при Чинголі, а імперські кондотьєри знову відвоювали Романью, Марке і Сполето. Конрад, король римлян, здобув кілька перемог у Німеччині проти Вільгельма Голландського та змусив пропапських рейнських архієпископів підписати перемир’я. Інокентій IV перебував у дедалі більшій ізоляції, оскільки підтримка папської справи швидко зменшувалася в Німеччині, Італії та в Європі загалом. Фрідріх Антіохійський, як імперський вікарій Тоскани та подеста Флоренції, відносно стабілізував регіон важкими, але ефективними засобами (хоча лояльність тосканських гібелінів була прагматичною). П'яченца змінила прихильність Фрідріху та Оберто Паллавічіно, імператорському вікарію Ломбардії, перемогла Парму та відбила частину центральної Ломбардії. Еццеліно да Романо утримував Верону, Віченцу, Падую та Тревізьку марку разом із більшою частиною східної Ломбардії. Вистояли лише Мілан, Брешія, Модена, Мантуя, Феррара та Болонья. Генуї загрожували союзники Фрідріха, а підтримка Інокентія та Ліги з боку Венеції послабшала. Сили Ліги так і не оговталися від поразки під Кортенуовою в 1237 році, і їхній опір був більше обмежений великими містами, такими як Мілан і Болонья. Незважаючи на те, що імперські перспективи світлішають, великі території Італії були спустошені роками війни, а оборонні роботи Ліги ускладнювали напад на деякі з її міст. Вимоги війни змусили імператора стягувати дедалі вищі податки протягом останніх кількох років. Навіть ресурси багатого та процвітаючого королівства.
Фрідріх, однак, не брав участі в жодній із кампаній 1250 року особисто, окрім загального стратегічного командування. Він був хворий і, ймовірно, відчував втому, тому переїхав до Королівства Сицилія, де залишався більшу частину року. Однак раптово 13 грудня 1250 року, після тривалого нападу дизентерії, Фрідріх помер у Кастель Фіорентіно (територія Торремаджоре), в Апулії. Незважаючи на зради, невдачі та зміну долі, з якими він зіткнувся в останні роки свого життя, Фредерік мирно помер, як повідомляється, одягнений у манах цистерціанського ченця. Про смерть свого батька Манфред написав Конраду в Німеччині: «Сонце справедливості зайшло, творець миру помер».
На момент смерті Фрідріха його провідне становище в Європі було поставлено під сумнів, але, звичайно, не втрачено. Насправді відбувалось навпаки, оскільки слабшали позиції не імператора, а його ворогів. Жоден монарх у Європі не прийняв його повалення, і його величезний престиж, навіть після невдач останніх двох років, залишався відносно непорушим. Окрім цього, влада Фрідріха в королівстві залишалася міцною. Його влада над більшою частиною Італії та Німеччини була все ще досить сильною. Політична ситуація залишалася нестабільною, і перемоги 1250 року знову дозволили Фрідріху посилитись. Навпаки, ситуація для Інокентія IV була жахливою: папська скарбниця була виснажена, його антикороль Вільгельм Голландський зазнав поразки від Конрада в Німеччині, і європейські монархи виявився готовим и підтримувати Фрідріха, побоюючись його гніву. В Італії війська Фрідріха відвоювали значну частину територій, втрачених за останні два роки; він був у сильній позиції і готувався до походу на Ліон у новому році. Незважаючи на економічні навантаження на королівство, підтримка імператора Нікеї Іоанна III Дуки Ватаца дозволила Фрідріху відносно поповнити свою скарбницю та поповнити свої сили. Після провалу хрестового походу Людовика IX в Єгипті, Фрідріх вміло представив себе як потерпілого проти папства, якому завадили підступи Інокентія підтримати кампанію. Підтримка його усунення ніколи не була широко поширеною, і Фрідріх завойовував зростаючу підтримку на дипломатичній арені. Тільки його смерть зупинила цей, здавалося б, непереборний імпульс. Його заповіт залишив Конраду імператорську та сицилійську корони. Манфред отримав Тарантське князівство, 100 000 унцій золота та регентство над Сицилією та Італією, а його зведений брат залишився в Німеччині. Генріх Карл Отто, син Фрідріха від Ізабелли Англійської, отримав 100 000 унцій золота і Арелатське або Єрусалимське королівство, тоді як сину Генріха VII було довірено Австрійське герцогство та Штирійську марку. Можливо, маючи на меті закласти підвалини для потенційного мирного врегулювання між Конрадом та Інокентієм — або остаточну хитру схему, щоб ще більше продемонструвати папське упередження проти нього, заповіт Фрідріха передбачав, що всі землі, які він відібрав у Церкви, мають бути повернуті їй, усі в’язні звільнені, а податки зменшені, якщо це не завдасть шкоди престижу Імперії. Мирно передавши свої володіння своїм синам, Фрідріх досяг, мабуть, головної мети будь-якого правителя. Після його смерті імперія Гогенштауфенів залишалася провідною силою в Європі, і її безпека, здавалося, була забезпечена особами його синів.

## Реформування законодавства

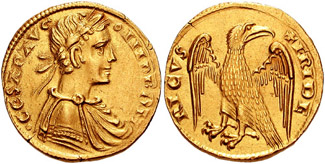
Августаль — золота монета Фрідріха II (напис: CESAR AVG IMP ROM)

Час Фрідріха вважається найвищою точкою розвитку Сицилійського королівства, а самого Фрідріха називають одним із великих реформаторів зрілого Середньовіччя. Найвищим досягненням законотворчої діяльності Фрідріха II є Мельфійські конституції, головний закон Сицилійського королівства, розроблений за особистою участю Фрідріха і оприлюднений 1 вересня 1231 року у замку Мельфі. Мельфійські конституції впроваджували в Сицилійському королівстві принципи централізованої держави з бюрократизованим управлінням, які були втілені в європейських державах лише в нові часи.
Сицилійське королівство Фрідріха II іноді називають провісником сучасних бюрократичних систем управління. Історик XIX століття Якоб Буркгардт назвав Фрідріха «першою сучасною людиною на троні». Однак Сицилійське королівство при Фрідріху аж ніяк не було досконалою, сучасною державою, як це хотілося б уявити німецьким чи італійським патріотично налаштованим історикам. Дослідження останніх 20 років показали помилковість такого погляду на реформи в Сицилійському королівстві. Воно скорше було не системою знеособлених державних інститутів, а неміцним утворенням, залежним від політичної ситуації, особистості монарха та його оточення. Однак не можна заперечувати те, що закони Фрідріха багато в чому випередили свій час і опинилися біля джерел сучасних принципів управління державою. За оцінкою сучасних істориків, норманське Сицилійське королівство було не «першою сучасною державою», але скорше моделлю, «прообразом сучасного державного устрою». За словами Ернста Віса: «Своєрідність політики Фрідріха полягає в тому, що він усе, навіть незначне, ставив на службу державі. Утилітаризм, піднесена до рівня життєвого принципу корисність є філософією, вперше розробленою лише у ХІХ столітті. Її провідним теоретиком став Джон Стюарт Мілл (1806—1873 рр.), а одним з перших практиків, без сумніву — Фрідріх II Гогенштауфен».

## Родина
1 Дружина — Констанція Арагонська (близько 1184—1222), дочка короля Арагону Альфонса II.
Діти:
- Генріх Гогенштауфен (1211—1242) — номінальний король Сицилійського королівства, король Німеччини

2 Дружина — Ізабелла Єрусалимська (1212—1228), дочка Марії Єрусалимської і Іоанна Брієнського.
Діти:
- Конрад IV (1228—1254) — король Єрусалиму, король Німеччини, король Сицилії

3 Дружина — Б'янка Ланча.
Діти:
- Констанція (1230—1307), дружина Іоанна III, імператора Нікеї
- Манфред (1232—1266), король Сицилії
- Віоланта

4 Дружина — Ізабелла Англійська (1214—1241), дочка короля Англії Іоанна Безземельного і Ізабелли Ангулемської.
Діти:
- Маргарита (1237—1270)
- Генріх Карл Отто (1238—1254)
- Фрідріх (1239—1286)

Позашлюбні діти від різних жінок:
- Енцо (1215—1272), король Сардинії
- Сельваджа, дружина Еццеліно III да Романо

## Виноски
1. ↑  The name is the chapter heading for his early years in Kantorowicz.
2. ↑  There is some doubt of this because the sources are not exactly contemporary.[6] The Annales Stadenses and Cronica Reinhardsbrunnensis both record his birth name.[7]
3. ↑  His double name at baptism is recorded by Roger of Howden and the fact that the order was not important is made clear in the Annales Casinenses.[7] Houben, however, believes that he was probably only baptized under the name Frederick.[10]
4. ↑  Після усунення Фрідріха з посади імператора, папа Інокентій IV звільнив Белу IV від його васалітету на тій підставі, що Фрідріх не виконав його умов[57]. Проте Бела, здається, все ще погоджувався на імператорський сюзеренітет Фрідріха, незважаючи на його скасування папою